# Gustavo Becerra
Gustavo Becerra (Schmidt) (født 26 august 1925 i Temuco, Chile, død 3. januar 2010 i Oldenburg, Tyskland) var en chilensk komponist, professor og lærer.
Becerra studerede komposition på National Conservatory of Music hos Humberto Allende og Domingo Santa-Cruz-Wilson.
Han underviste herefter og blev senere professor i komposition på National Conservatory of Music,
Indtil han i 1974 emigrerede til Tyskland,
grundet den militære opstand i Chile i 1970´erne. Han komponerede i en personlig moderne stil. 
Becerra hører til en af de mest betydningsfulde komponister i Chile i nyere tid. Underviste i komposition fra 1974 på Oldenburg Universitet. 
Han har skrevet tre symfonier, orkesterværker, kammermusik, kantateværker, operaer, strygerkvartetter, oratorier, korværker, vokalstykker etc.

## Udvalgte værker
- Symfoni nr. 1 (1955) - for orkester
- Symfoni nr. 2 "Dybden" (1957) - for orkester
- Symfoni nr. 3 (1965) - for orkester
- "Machu Picchu" (1966) - oratorium
- Violinkoncert (1952) - for violin og orkester
- Fløjtekoncert (1957) - for fløjte og orkester
- Klaverkoncert (1958) - for klaver og orkester
- "Homogrammer I" (1966) - for orkester
- 4 Guitarkoncerter (1964-1970) - for guitar og orkester
- "Don Rodrigos død" (1958) - opera